# Хашар
Хашар (тадж. ҳашар, перс. < араб. — «спільна праця, благодійність») — термін, що увійшов в таджицьку й тюркські мови й мав у різний час різні значення.
У середньовічному Ірані поняття позначало трудову повинність для будівництва великих споруд, зрошувальних каналів, оборонних робіт, мисливських облав, і в цьому значенні використовується, наприклад, Абу-ль-Фадлем Байхакі (XI ст.). Автори XII — початку XIII сторіччя (Шаріф Мухаммад Мансур Мубаракшах у трактаті «Правила ведення війни й мужність», Равенді) називають хашаром ополчення, нерегулярне військо. У джерелах епохи монгольських завоювань під хашаром розумілися полонені, використовувані під час облоги фортець для підкопів, створення облогових валів, а також як живий щит.
…Коли підійшло військо [противника], то взяти [цю] фортеця відразу не вдалося, тому що стріли й камені катапульт [манджанік] не долітали [до неї]. Туди погнали в хашар молодих чоловіків Ходженда й підводили [їм] підмогу з Отрара, міст [касабе] й селищ, що були вже завойовані, поки не зібралося п'ятдесят тисяч осіб хашара [місцевого населення] й двадцять тисяч монголів. Їх всіх розділили на десятки й сотні. У центр кожного десятка, що складається з тазиків, було призначено монгола, вони переносили пішими камені від гори, розташованої за три фарсанги, й зсипали їх до Сейхуна.— Рашид ад-Дін про боротьбу монголів з Тимур-Меліком
Потім цей термін став означати взаємодопомогу шляхом надання робочої худоби й робочої сили, день добровільної безоплатної праці, допомогу одному з членів громади в будівництві або ремонті (порівняйте з толокою).
У сучасному Узбекистані хашар означає те саме, що й суботник — безоплатне прибирання території громадою. Він проводиться принаймні двічі на рік — перед Наврезом (21 березня) й Днем незалежності (31 серпня). Методом хашара також будують чайхани, відновлюють мечеті.
У сучасному Таджикистані методом хашар будують, зокрема, школи.